# Маттео Пеллічіарі
Маттео Пеллічіарі (італ. Matteo Pelliciari, 22 січня 1979) — італійський плавець.
Призер Олімпійських Ігор 2004 року, учасник 2000 року.
Чемпіон світу з плавання на короткій воді 2006 року.
Призер Чемпіонату Європи з водних видів спорту 2002 року.
Переможець літньої Універсіади 2001 року.